# Aporosa annulata
Aporosa annulata är en emblikaväxtart som beskrevs av Anne M. Schot. Aporosa annulata ingår i släktet Aporosa och familjen emblikaväxter. Inga underarter finns listade i Catalogue of Life.